# Freddie Young
Freddie Young (Londres, 9 de outubro de 1902 — 1 de dezembro de 1998) foi um diretor de fotografia britânico. Venceu o Oscar de melhor fotografia em três ocasiões: por Lawrence of Arabia, Doctor Zhivago e Ryan's Daughter.